# GP-25
GP-25 (tiếng Nga: ГП-25) là loại súng phóng lựu dạng ống lắp dưới súng trường tấn công do Liên Xô thiết kế và sản xuất từ năm 1978. Nó được thiết kế để trang bị trên dòng súng AK, xuất hiện lần đầu tiên vào năm 1984 trong cuộc Chiến tranh Xô Viết tại Afghanistan. Phiên bản đầu tiên của nó còn được gọi là BG-15, chỉ có thể lắp dưới súng AK-74, còn GP-25 có thể trang bị cho cả dòng súng AK từ khẩu AK-47 đến AN-94. Phiên bản biến thể gần thời của nó nhất là GP-30 dùng để trang bị cho các mẫu súng AK đời 2000 trở lên, đặc biệt là khẩu AK-107.

## Phát triển
Liên Xô đã nghiên cứu những khẩu OKG-40 Iskra và Taubin làm tiền đề nhưng không đi xa hơn. Từ thời Chiến tranh Việt Nam, Mỹ đã sử dụng nhiều loại súng phóng lựu đời mới, có công năng và tính năng đa dạng, có hiệu quả tốt và tính sát thương cũng cao. Lúc này, Liên Xô mới bắt đầu nghĩ việc thiết kế các mẫu súng phóng lựu nhằm đối chọi lại với Hoa Kỳ, kết quả là phiên bản GP-25 và AGS-17. Năm 1978, sau khi hoàn thành việc nghiên cứu, GP-25 bắt đầu được sản xuất hàng loạt và được trang bị cho Quân đội Liên Xô. Sau đó, Liên Xô cũng bắt đầu viện trợ GP-25 cho các quốc gia đồng minh của mình. Năm 1989, Hồng quân bắt đầu sử dụng phiên bản cải tiến của GP-25 là GP-30, mẫu cải tiến này giữ lại những hiệu quả vốn có của tiền nhiệm, nhưng nhẹ hơn, đơn giản hơn và giá thành rẻ hơn. Sau này GP-25 còn phát triển lên nhiều phiên bản GP-xx khác nhau như GP-34. Súng được đánh giá là có những ưu điểm, thậm chí là vượt trội so với loại súng phóng lựu M203 của người Mỹ

## Mô tả

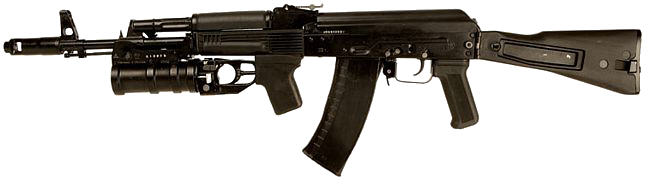
Một khẩu AK-74M với súng phóng lựu GP-25

Súng phóng lựu kẹp nòng 40 mm là vũ khí cá nhân, được sử dụng để tiêu diệt sinh lực địch trên chiến trường, trong công sự, sau vật cản địa hình che khuất và trang thiết bị, công trình hạng nhẹ, xe cơ giới hạng nhẹ của đối phương.
GP-25 được lắp đặt trên súng AK cỡ nòng 7,62-mm (AK-47, AKM) và 5,45-mm (AK-74) Kalasnhicov. Súng được lắp dưới miếng ốp tay cầm của súng AK, cho phép có thể sử dụng hỏa lực súng phóng lựu đồng thời với sử dụng hỏa lực của súng tiểu liên AK. Súng sử dụng loại đạn VOG-25 và VOG-25P nổ phá mảnh, đạn có bộ phận đầu nổ tức thời, có chế độ tự hủy và có cơ chế an toàn, tức không nổ trong vòng 40 m sau khi bắn.
Hỏa lực của súng phóng lựu GP-25 có thể thực hiện theo phương pháp bắn thẳng và bắn cầu vồng. Tầm bắn xa nhất trên thước ngắm là 400m, tầm bắn cầu vồng gần nhất của thước ngắm là 200m. Tốc độ bắn 4-5 phát/ phút.
GP-25 là súng được gắn dưới nòng súng AK, là súng kẹp nòng. Súng có ba bộ phận chính: 
- Nòng súng với bộ phận gá lắp thước ngắm và giá lắp súng với nòng súng tiểu liên AK;
- Khóa nòng;
- Bộ phận cò súng và tay cầm.[2]

Trong bộ phụ tùng của súng bao gồm: Đệm vai báng súng với đai da, trục dẫn hướng với lò xo đẩy về và chốt khóa nắp hộp khóa nòng. Túi đựng súng phóng lựu, bao xe đựng đạn, bộ phận thông nòng súng.
Kết nối giữa súng phóng lựu với nòng súng tiểu liên bằng bộ gá đặc biệt, gắn súng bằng giá đệm nén. Để chống độ rơ dọc, gá súng được giữ bằng chốt định vị. Khóa súng phóng lựu cố định trên súng AK bằng kẹp thép có lò xo, được gắn trên bộ gá. Bộ phận cò súng của súng phóng lựu là bộ phận tự lên cò, có nghĩa là khi nhấn cò súng, các bộ phận cơ khí cò súng sẽ tự động lên lẫy cò và búa súng tự động đập vào kim hỏa.
Trong bộ phận kim hỏa, cò súng, thiết kế được lắp bộ phận an toàn, bộ phận an toàn cò súng sẽ khóa cò không cho nổ súng, nếu kết nối giữa nòng súng và hộp khóa nòng chưa kín khít, súng phóng lựu chưa gắn chặt với súng tiểu liên AK hoặc đạn chưa được đẩy sát vào buồng đạn. Ngoài ra, súng phóng lựu được lắp bộ phận khóa an toàn, loại trừ súng cướp cò khi sau khi kết gắn súng phóng lựu với súng tiểu liên. Đạn được nạp vào súng phóng lựu từ phía nòng súng. Đạn được đưa vào nòng súng từ phía đáy đạn và ấn sâu vào đến tận đáy của nòng súng và khóa nòng. Khi đó bộ phận móc khóa đạn móc vào rãnh đạn và giữ viên đạn trong nòng súng.
Khi bóp cò súng, búa súng đập vào kim hỏa, kim hỏa đập vào hạt lửa và gây cháy thuốc phóng. Giai đoạn đầu tiên thuốc phóng cháy trong vỏ đạn. Giai đoạn tiếp theo dưới áp lực của gas thuốc súng cháy, miếng bịt đáy vỏ đạn bị đốt cháy, khí thuốc tràn vào buồng nòng của khóa nòng. Đồng thới với áp lực khí thuốc, đạn vừa xoay vừa dịch chuyển tịnh tiến về phía trước. Khi đạn bắt đầu chuyển động, các bộ phận của kíp nổ cũng bắt đầu kích hoạt. Kíp nổ kích hoạt hoàn toàn khi đạn đã bay ra khỏi nòng súng từ 10m đến 40m tính từ mặt cắt của nòng súng. Khi đạn gặp vật cản, kíp nổ sẽ hoạt động, kích nổ lượng nổ mồi, mồi nổ sẽ kích nổ lượng thuốc nổ có trong đầu đạn. Trong trường hợp kíp nổ không hoạt động, từ lực đẩy quán tính khi gặp vật cản, bộ phận tự hủy sẽ khởi động và hủy đạn. Thời gian tự hủy là 14 giây tính từ khi bắn đến khi chạm vật cản. Để giảm sức giật của súng khi bắn, báng súng tiểu liên được lắp bộ phận giảm giật đặc biệt.

## Đạn

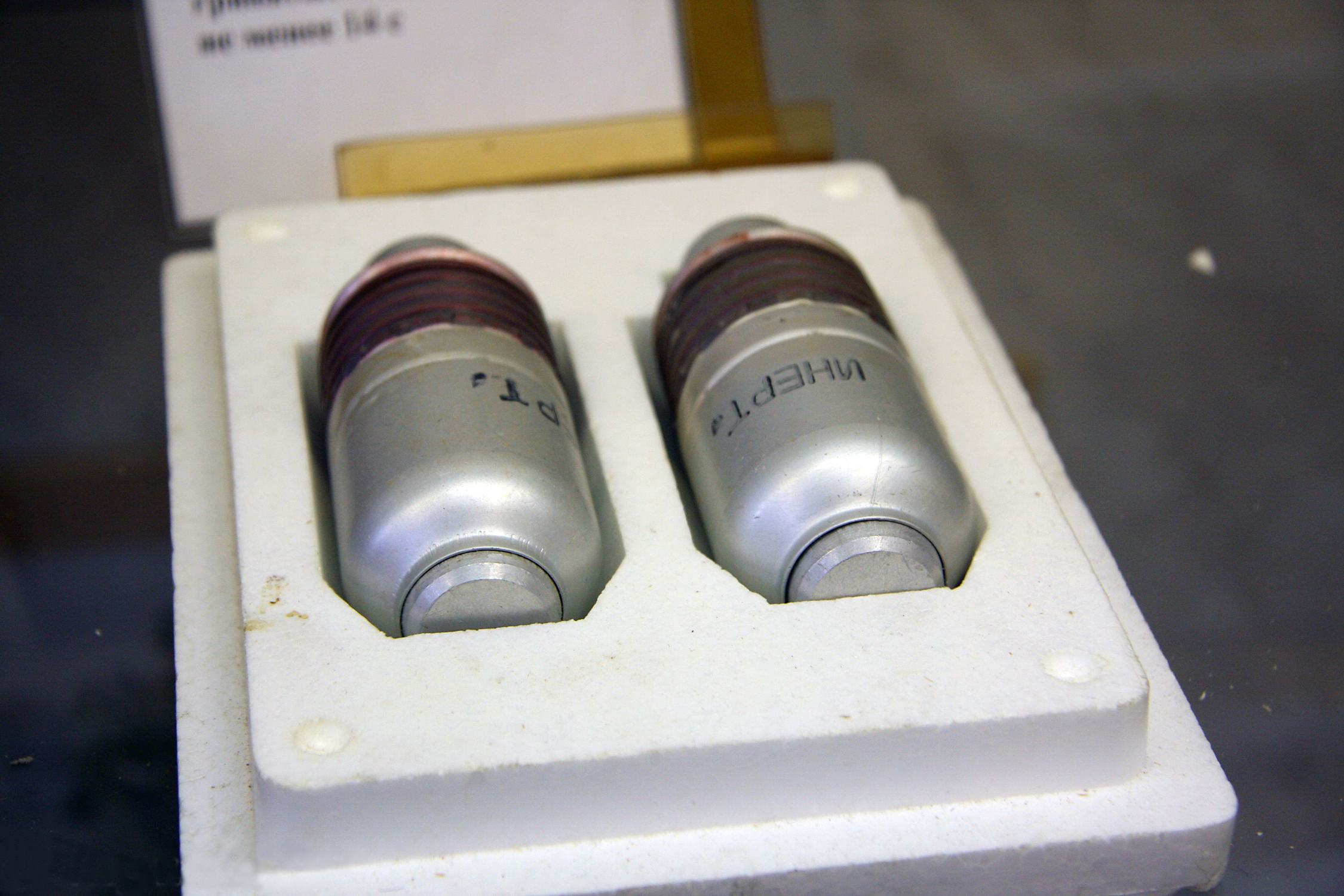
ВОГ-25 (VOG-25)

Đạn VOG-25 và VOG-25P có tầm bắn hiệu quả chừng 100-150m. Quả đạn này có một ngòi nổ tính thời gian tự động hủy sau khi bắn và một tầm bắn an toàn (trong khoảng 40m kể từ nòng súng đạn sẽ không nổ).
Bán kính sát thương của đạn cho GP là ít nhất 5 m. Khác biệt chủ yếu giữa đạn VOG-25 và VOG-25P là cơ chế "nhảy cóc" sau khi chạm đất, thuốc đạn trong đầu viên đạn sẽ kích hoạt và đẩy nó nhảy lên chừng 1 m rồi mới nổ, mảnh lựu đạn sẽ sát thương cả từ trên cao xuống, điều này sẽ làm mất ưu thế của bộ binh khi nấp trong chiến hào hay sau vật cản.
Đạn lựu với đầu nổ lõm GK-94 được thiết kế với tầm bắn tối thiểu 10 m, tối đa 400 m. Đạn xuyên được 200 mm thép đồng nhất hoặc 400 mm bê tông. Với loại đạn mới GK-94, một khẩu AK-47 có gắn súng phóng lựu kẹp nòng cũng có thể hạ gục được một chiếc xe thiết giáp hay thậm chí là xe tăng hạng nhẹ mà không cần dùng đến súng chống tăng chuyên dụng.

## Tư thế bắn
Có khoảng 9 tư thế bắn thông dụng nhất:
- 1/ Nằm bắn súng phóng lựu (tầm bắn 100 m)
- 2/ Nằm bắn có bệ tỳ (tầm bắn 100 m)
- 3/ Quỳ bắn với tầm bắn từ 100m đến 150 m. (100―150 m)
- 4/ Đứng bắn, tầm bắn trong khoảng từ 100m đến 150m
- 5/ Tầm bắn ở tư thế quỳ, bắn tỳ đầu gối và súng kẹp nách, tầm bắn từ 200 – 400m
- 6/ Bắn trong tư thế ngồi trên mặt đất, súng kẹp nách, tầm bắn từ 200m đến 400m
- 7/ Đứng bắn súng tiểu liên kẹp cạnh sườn, tầm bắn từ 200m đến 400m
- 8/ Xạ kích đường ngắm gián tiếp, đường đạn cầu vồng, súng được đặt trực tiếp trên mặt đất, góc bắn lớn hơn 45 độ.
- 9/ Xạ kích từ xe bộ binh cơ giới từ cửa đổ bộ.[3]

## Các quốc gia sử dụng
Hiện nay, hơn 30 năm sau khi ra đời các loại ống phóng lựu GP vẫn được Quân đội Nga sử dụng rộng rãi. Cũng như nhiều quốc gia khác trên thế giới, ống phóng lựu gắn trên súng bộ binh đang tiếp tục được phát triển và sẽ còn là một loại vũ khí cực kì lợi hại trong tương lai.
Các quốc gia sử dụng:
- Gruzia
- Litva
- Cộng hòa Dân chủ Nhân dân Triều Tiên
- Pakistan
- Nga
- Ukraina
- Cuba